# Marcelo Nascimento da Costa
Marcelo Nascimento da Costa, meglio noto come Marcelinho (Manacapuru, 24 agosto 1984), è un ex calciatore brasiliano naturalizzato bulgaro, di ruolo centrocampista.
È primatista di presenze (24) con il Ludogorec nelle competizioni UEFA per club.

## Biografia
Ha un fratello, Gustavo, anch'egli calciatore.

## Caratteristiche tecniche
Trequartista, può giocare anche come esterno destro.

## Carriera

### Club

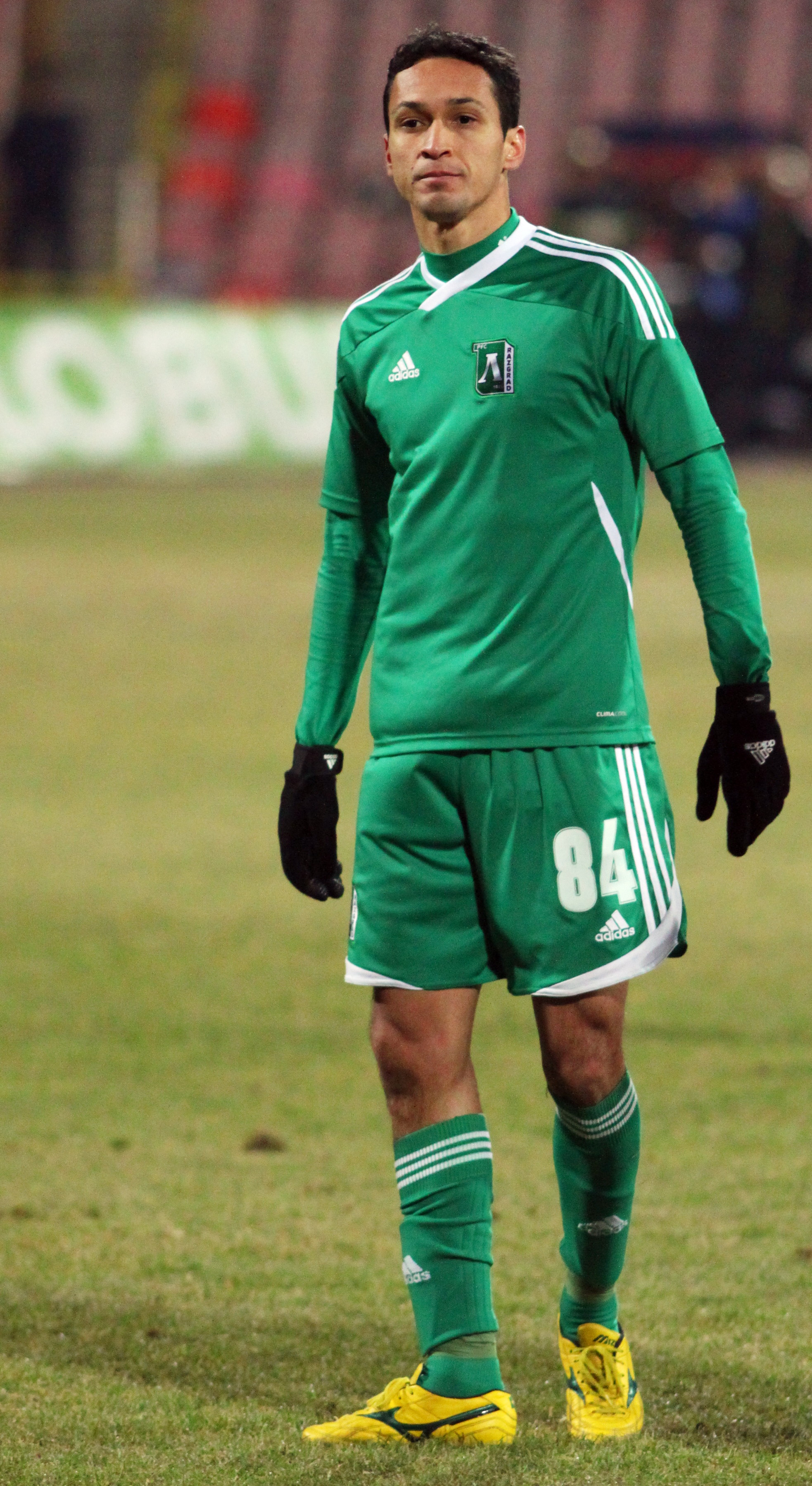
Marcelinho nel 2011 con il Ludogorec

Nel 2008 è stato acquistato dall'Al-Nassr.
Dopo una sola stagione ha firmato per il Mogi Mirim. Ha esordito con il club il 16 gennaio 2010, nella sconfitta esterna per 5-1 contro il Palmeiras.
Nel luglio 2010, Marcelinho ha firmato con il Bragantino. Ha esordito il 31 luglio nella sconfitta interna per 2-0 contro il Ponte Preta. Marcelinho ha segnato il suo primo gol con il club, il 19 marzo 2011 siglando il gol della vittoria per 2-1 sul Santos.
Nel luglio 2011 il Ludogorec lo preleva in cambio di 120000 €.
Il debutto di Marcelinho è arrivato il 6 agosto contro il Lokomotiv Plovdiv. Due settimane dopo, il 20 agosto, ha segnato i suoi primi gol ufficiali con il Ludogorec, segnando due gol nella vittoria per 4-0 sul Vidima-Rakovski.
Il 28 giugno 2020 Marcelinho ha lasciato il club dopo 9 anni, nonostante il suo desiderio di rimanere. Il Ludogorec ha successivamente ritirato il numero 84 in suo onore.

### Nazionale
Il 24 gennaio 2013, Marcelinho ha ricevuto il passaporto bulgaro dalle autorità locali ed è diventato idoneo a giocare per la Bulgaria.
Il 7 marzo 2016 Marcelinho è stato convocato per la prima volta nella nazionale bulgara per le amichevoli contro Portogallo e Macedonia. Ha segnato al suo debutto in nazionale contro il Portogallo il 25 marzo, segnando l'unico gol della vittoria per 1-0.

## Palmarès

### Club

#### Competizioni nazionali
- Campionato bulgaro: 9

Ludogorec: 2011-2012, 2012-2013, 2013-2014, 2014-2015, 2015-2016, 2016-2017, 2017-2018, 2018-2019, 2019-2020
- Coppa di Bulgaria: 2

Ludogorec: 2011-2012, 2013-2014
- Supercoppa di Bulgaria: 4

Ludogorec: 2012, 2014, 2018, 2019